# Antonio Jiménez Martínez
Antonio Jiménez Martínez (Siles, Jaén, 15 d'octubre de 1956) és un periodista espanyol, llicenciat en Ciències de la Informació (Periodisme) per la Universitat Complutense de Madrid.

## Biografia
La seva trajectòria professional es va iniciar en els serveis informatius de la Cadena SER, on va ser director-presentador de l'espai 20 horas i Matinal SER. En 1987 es va incorporar a la Cadena COPE, on es va fer càrrec de l'informatiu Primera hora i Mediodía, i en 1998 va dirigir i presentar el programa Cada día a Onda Cero i Radio España. Entre 2001 i 2002 va ser director adjunt de La brújula del mundo, també a Onda Cero. De setembre de 2002 fins a abril de 2004, va dirigir el magazín Buenos días de Radio Nacional de España.
Des del 2005 i fins al 24 de gener de 2013 va ser director de Radio Intereconomía i director-presentador del programa El gato al agua, que s'emetia simultàniament per Intereconomía TV i Radio Intereconomía.
En 2010 va rebre el Micrófono de Oro, guardó atorgat a professionals del periodisme i altres sectors de la cultura.
En 2013 va fitxar per la cadena 13 TV, en la que, des d'aquella data, condueix un espai similar anomenat El cascabel.
Des de 2015 col·labora en el programa matinal de la COPE Herrera en COPE. Ha estat guardonat amb l'Antena de Oro 2017.
En 2018 se li concedeix l'ingrés a l'Orde Civil d'Alfons X el Savi, amb la categoria d'Encomana.